# Slavofilismo
Lo slavofilismo fu un movimento intellettuale russo del XIX secolo, nato dal dibattito sulle idee introdotte dall'Europa occidentale dopo le riforme di Pietro il Grande (1672-1725).
Gli slavofili dettero vita a una corrente filosofica, politica e letteraria intesa al recupero dei valori politici, sociali, culturali e religiosi della Russia patriarcale e contadina, esaltando il patrimonio spirituale del popolo russo e avversando la cultura dall'Europa occidentale, liberale e industrializzata.

## Agli albori dello slavofilismo

### Michail Ščerbatov

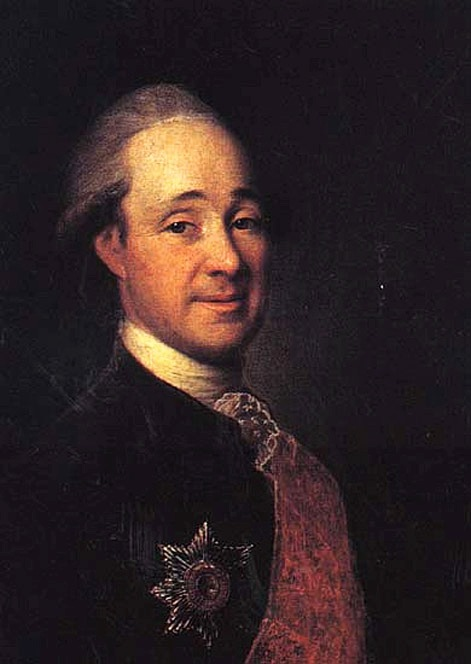
Michail Ščerbatov

Pubblicando nel 1858 i saggi Sulla corruzione dei costumi in Russia di Michail Ščerbatov (1733-1790) e Viaggio da Pietroburgo a Mosca di Aleksandr Radiščev (1749-1802), Aleksandr Herzen (1812-1870) scriveva che «Ščerbatov e Radiščev rappresentano nella Russia dei tempi di Caterina II i due punti di vista estremi». Mentre Radiščev guardava al futuro, il principe Ščerbatov vedeva nella «noiosa e semiselvaggia esistenza dei nostri antenati [...] una sorta di ideale perduto», arrivando «al suo punto di vista slavofilo per quello stesso cammino attraverso il quale, ai nostri tempi, è arrivata allo slavofilismo una parte della gioventù moscovita» che, oppressa dall'autocrazia di Nicola I, «finì per rinnegare l'epoca di Pietro I, per respingerla e indossare - in senso morale e allo stesso tempo letterale - la casacca contadina».
Ščerbatov criticò la violenza dell'introduzione delle riforme fatte dallo zar Pietro, con le quali la Russia aveva acquisito un peso politico da potenza europea in cambio però, a suo giudizio, di una profonda decadenza morale: non vi era più rispetto per i genitori, tra i coniugi erano aumentati i tradimenti e i divorzi, alla solidarietà si era sostituito il tornaconto personale, all'amor di patria l'interesse per le ricompense e i privilegi, alla semplicità dei costumi l'amore per il lusso. Anche la religione era stata colpita: «diminuirono i pregiudizi, ma diminuì anche la fede; sparì il terrore servile dell'inferno, ma scomparve anche l'amore per Dio e per le sue sante leggi».
Solo fino a un certo si può però fare di Ščerbatov un predecessore degli slavofili del XIX secolo, romantici esaltatori dell'elemento popolare che condannavano la servitù della gleba, difesa invece da Ščerbatov, poiché in lui, che giudicò comunque la riforma di Pietro I «necessaria», per quanto «eccessiva», non esiste una contrapposizione tra la Russia e l'Europa e, anzi, le sue idee sul diritto e sulle forme delle istituzioni politiche erano prossime all'illuminismo occidentale conservatore, come pure il suo aristocratismo, giudicato dagli slavofili «un sintomo di disintegrazione e di individualismo», estraneo «ai veri princìpi cristiani anticorussi».

### Nikolaj Karamzin

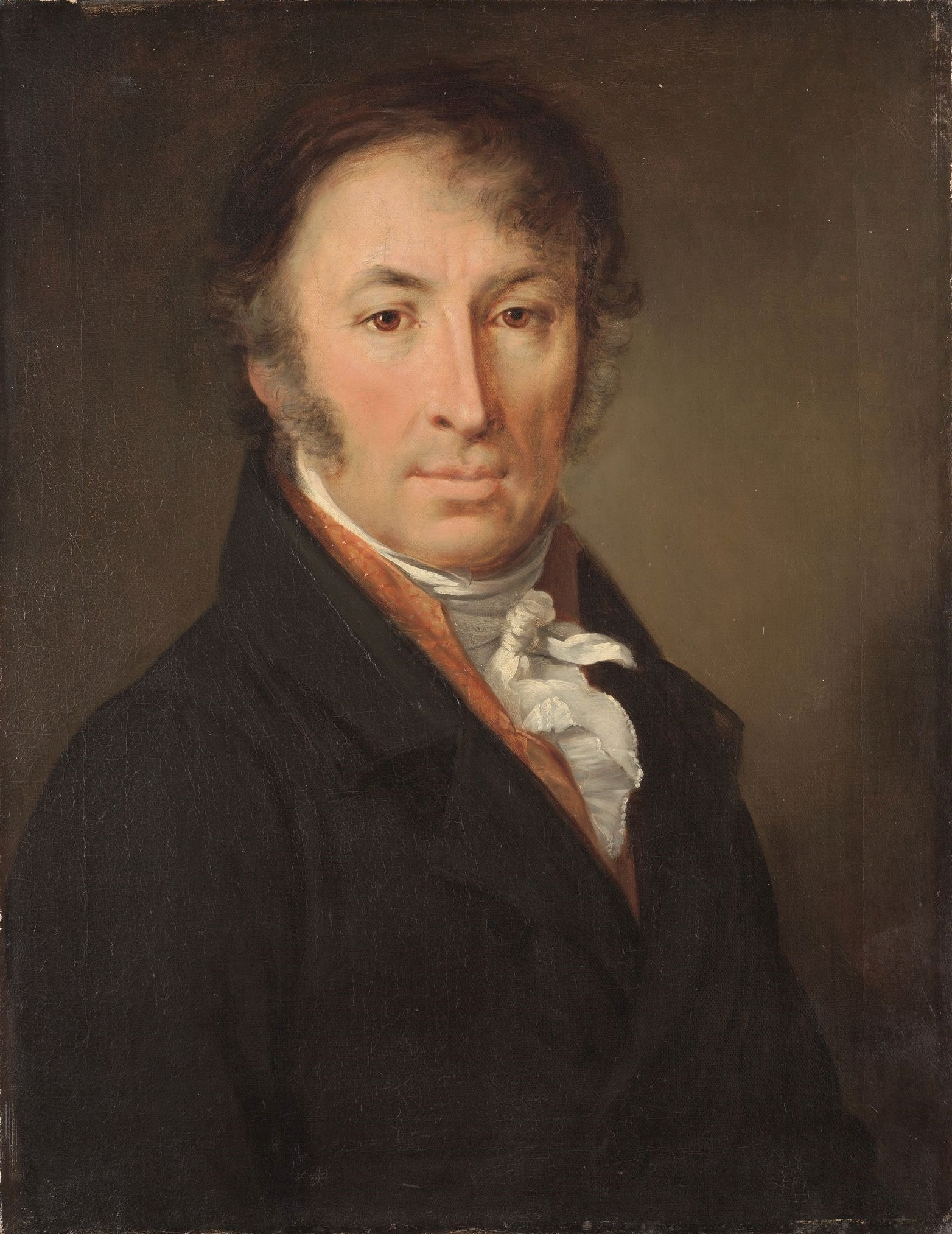
Nikolaj Karamzin

Nemmeno Nikolaj Karamzin (1766-1826) può essere considerato un precursore degli slavofili, anche se nella sua concezione politica si rintracciano elementi propri dell'ideologia slavofila. Nella sua Memoria sull'antica e la nuova Russia (1811) egli, netto sostenitore dell'autocrazia intesa non tanto come potere illimitato, ma come potere indivisibile, raccomandava al monarca di tener conto delle tradizioni e dei costumi del popolo, evitando in questo campo ogni arbitrio. In ciò si può trovare l'embrione dell'idea cara agli slavofili dell'unione tra «terra» e Stato con la condizione che lo Stato mantenga la sua neutralità nelle questioni di pertinenza della «terra» e che quest'ultima non si occupi di affari politici.
Su questa base è radicale la sua critica dell'opera di Pietro il Grande, che non capì che «lo spirito nazionale decide della potenza morale degli Stati», che il rispetto delle tradizioni rafforza l'amor di patria, che il mutamento coatto dei costumi nazionali è «una prepotenza arbitraria anche da parte di un monarca autocrate». Karamzin sostiene che prima della riforma di Pietro tutti i russi, senza distinzioni, fossero «accomunati da alcune caratteristiche generali di pensiero e di costumi». Con la riforma, «i ceti superiori si separarono da quelli inferiori, e l'agricoltore, il borghese, il mercante videro nella nobiltà russa dei tedeschi, con danno per la solidarietà fraterna, nazionale, di tutte le classi dello Stato».
Sono considerazioni che saranno fatte proprie dagli slavofili, che si formarono anche sulla lettura della sua Storia dello Stato russo, cominciata a uscire nel 1818, da loro apprezzata per quanto essi riscoprissero l'antica Russia guardando alla sua storia dal punto di vista del popolo russo e non da quello dello Stato. Tuttavia, sotto molti aspetti Karamzin è lontano dagli slavofili. La Russia non è concepita in antitesi al resto dell'Europa, né è portatrice di valori particolari e superiori. Egli non idealizza il popolo e sostiene i diritti feudali e la servitù della gleba, non in quanto forme sociali arcaiche ma in quanto concreti interessi della classe nobiliare. Le ideologie di Karamzin e di Ščerbatov rappresentano comunque «un anello importante nella preistoria di alcune idee slavofile» e a aiutano a comprenderne la genesi.

### Michail Pogodin

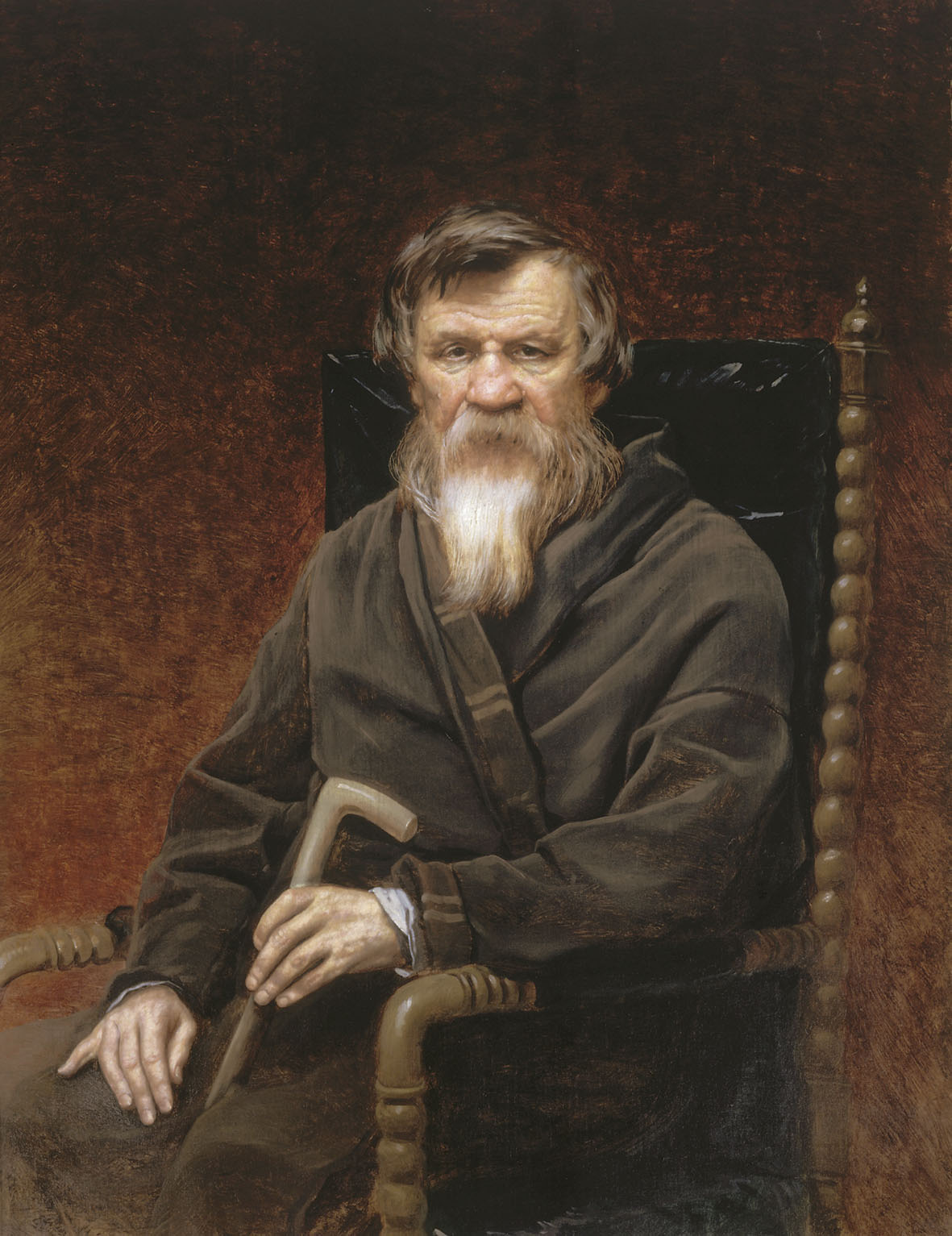
Michail Pogodin

Con Michail Pogodin (1800-1875) si ha la prima enunciazione, formulata nel 1827, di una tesi essenziale della dottrina slavofila, quella dell'esistenza di una fondamentale differenza tra la civiltà russa, erede dell'impero bizantino, e quella dell'Europa occidentale, erede di Roma, tra loro contrapposte. Diverso era stato il feudalesimo russo da quello europeo, diverso il comportamento della Chiesa ortodossa, sempre soggetta al potere statale, diversa la composizione sociale in Russia, priva di una borghesia, così che nella storia della Russia erano stati assenti i conflitti sociali, «la schiavitù e l'odio, la superbia e la lotta».
La priorità di Pogodin fu riconosciuta dagli stessi slavofili. Jurij Samarin (1819-1876), studente all'Università di Mosca, racconta delle lezioni di Pogodin che «ci mostrò la possibilità di guardare alla storia della Russia e alla vita russa in genere, in modo completamente nuovo. Le formule occidentali non si adattavano a noi; la vita russa era la manifestazione concreta di particolari princìpi, sconosciuti agli altri popoli; il nostro sviluppo appariva regolato da leggi sue proprie». E pur parlando di tutto ciò «caoticamente, senza portare prove», Pogodin fu il primo a mostrare «la necessità d'interpretare la storia della Russia basandosi su lei sola».
Secondo Plechanov (1856-1918), non vi è alcuna differenza tra l'ideologia slavofila e la «narodnost' ufficiale», come venivano chiamate le teorie di Pogodin e del suo sodale Stepan Ševyrëv (1806-1864): «sono in sostanza la stessa dottrina, egualmente cara a ideologhi di due diversi ceti sociali, ma intesa da essi diversamente», poiché gli slavofili rappresentavano la nobiltà mentre «Pogodin era un raznočinec», un non nobile. Entrambe le dottrine esprimevano la reazione alle lotte di classe che si manifestavano in Occidente, e che Pogodin e gli slavofili esorcizzavano, escludendo che una rivoluzione fosse possibile in Russia.

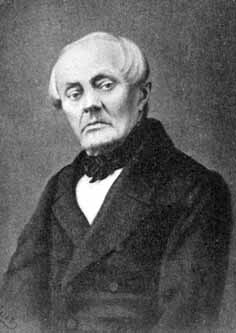
Stepan Ševyrëv

Ševyrëv, con l'articolo Opinione di un russo sulla moderna civiltà dell'Europa, era stato brutalmente esplicito. La Russia, paese storicamente giovane, con un forte sentimento statale, nazionale e religioso, aveva la missione provvidenziale di salvare quanto di valido era stato espresso dalla cultura europea, ma per far ciò doveva emanciparsi dall'Occidente, profondamente minato nello spirito dai «morbi» della Riforma e della Rivoluzione. Si tratta di stare lontano dall'Occidente che è come «un uomo che rechi su di sé una terribile malattia contagiosa, circondato da una pericolosa atmosfera di esalazioni infette. Lo baciamo, lo abbracciamo, dividiamo con lui il banchetto dello spirito, vuotiamo il calice del sentimento», senza vedere «il veleno nascosto che sta in questo spensierato rapporto», né sentire «il futuro cadavere di cui ha ormai il fetore».
Le affinità esistenti tra le idee di Pogodin e gli slavofili convinsero nel 1845 i fratelli Pëtr (1808-1856) e Ivan Kireevskij (1806-1856) a collaborare alla rivista di Pogodin «Moskvičanin» (Il moscovita), dove Ivan Kireevskij, su invito di Pogodin, assunse il ruolo di capo-redattore. La collaborazione durò però soltanto tre mesi, essendosi manifestate profonde divergenze soprattutto sulla questione della formazione storica dello Stato russo e sulla valutazione del carattere nazionale del popolo russo.
Secondo Pogodin, caratteristica del popolo russo, anche in conseguenza del clima, era la sottomissione e la passività, e infatti senza resistenza si era assoggettato agli invasori normanni, che furono i creatori dello Stato russo. Al contrario, le popolazioni locali dell'Europa occidentale avevano sempre lottato contro gli invasori e, quando vinte, avevano imposto ai nuovi venuti la propria civiltà.
Con La storia della Russia antica Pëtr Kireevskij replicava, osservando che un popolo come quello descritto da Pogodin sarebbe «un popolo privo di ogni energia spirituale, di ogni dignità umana, un popolo rinnegato da Dio», ma questo non era il caso del popolo russo, come dimostravano le guerre del 1612 e del 1812. Appoggiandosi agli studi di Šafárik (1795-1861) e di Maciejowski (1792-1883), lo slavofilo Kireevskij negava che i Normanni fossero stati i creatori dello Stato russo, rivendicando l'originarietà dell'organizzazione sociale e statale delle tribù slave.
Si contrapponevano così le posizioni della «narodnost' ufficiale» di Pogodin, critico del liberalismo europeo in quanto apologeta dell'autocrazia, e quelle dello slavofilismo, nostalgico difensore delle strutture sociali tradizionali, arroccate nel mondo contadino e in via di distruzione per l'avanzata del capitalismo di marca occidentale.

## Odoevskij e il romanticismo filosofico deiljubomudrye

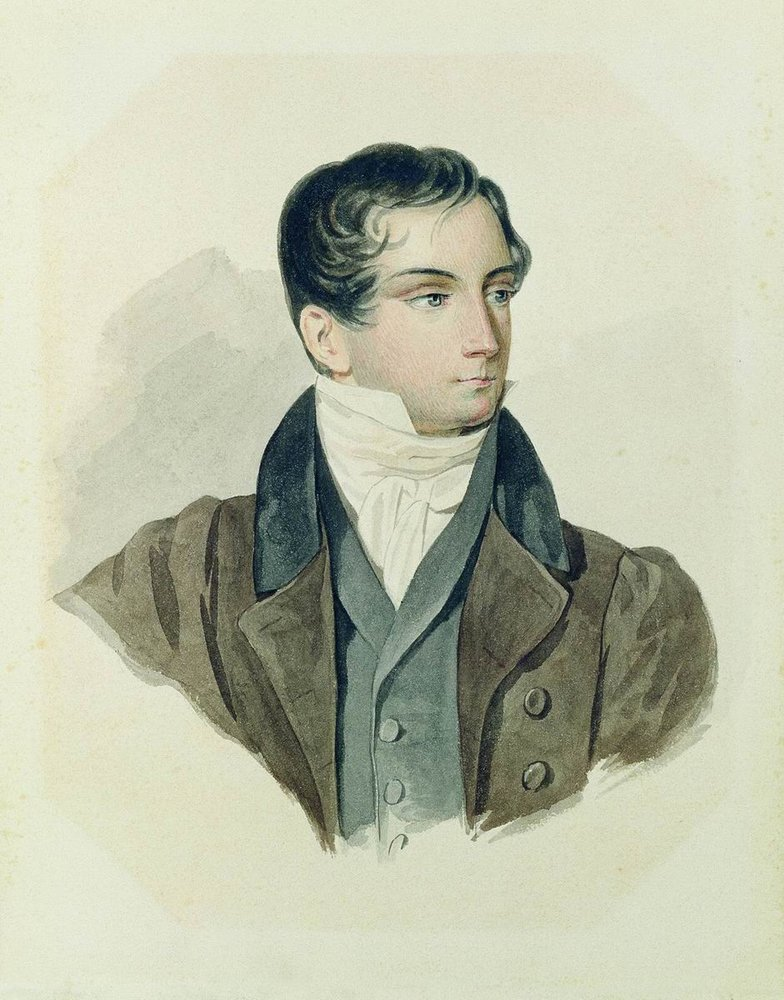
Dmitrij Venevitinov

Diretti antenati degli slavofili furono i membri del circolo segreto dei ljubomudrye - parola massonica che indica i «filosofi», letteralmente gli «amanti della saggezza» - fondato a Mosca nel 1823 da cinque giovani impiegati dell'Archivio del Ministero degli Esteri, Ivan Kireevskij (1806-1856), Aleksandr Košelev (1806-1883), Nikolaj Rožalin (1805-1834), Dmitrij Venevitinov (1805-1827) e il principe Vladimir Odoevskij (1802-1869), gli ultimi due rispettivamente il segretario e il presidente del circolo.
Košelev ricorda come essi, pur mantenendo la segretezza sull'esistenza del circolo, divulgassero le loro idee tra un gruppo di letterati facenti capo a Semën Raič (1792-1855) e riuniti nella «Società degli amici», composta, tra gli altri, da Michail Dmitriev (1796-1866), Aleksandr Pisarev (1803-1828), Pogodin, Ševyrëv, Dmitrij Oznobišin (1804-1877), Aleksej Kubarev (1796-1881), Fëdor Tjutčev (1803-1873), Andrej Murav'ëv (1806-1874) e lo stesso Odoevskij, e le pubblicassero nella rivista «Mnemozina», fondata nel 1824 e diretta da Odoevskij e dal decabrista Vil'gel'm Kjuchel'beker (1797-1846).
Rifiutata esplicitamente la filosofia illuminista francese, gli interessi dei ljubomudrye andavano alla filosofia tedesca, a «Kant, Fichte, Schelling, Oken, Görres e altri ancora» di quella «terra degli antichi Teutoni, terra delle idee sublimi». Da Schelling traevano l'idea della natura quale organismo vivente nel quale lottano princìpi opposti e i cui fenomeni contengono nascosti significati simbolici, mentre l'arte, unità di spirito e materia, di soggetto e oggetto, è creazione divina e la poesia è la maggiore delle arti.

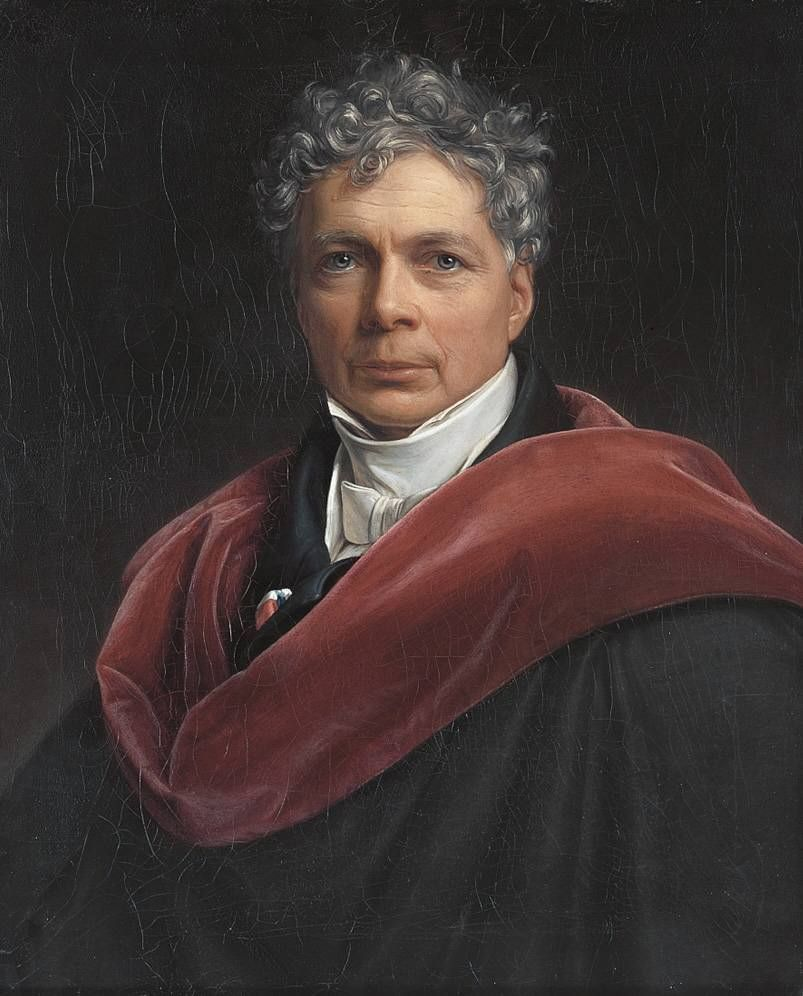
Friedrich Schelling

Come scrisse anni dopo Odoevskij, allora «la metafisica impregnava l'atmosfera che si respirava così profondamente quanto ora le scienze politiche. Credevamo nella possibilità di una teoria assoluta che ci permettesse di costruire tutti i fenomeni della Natura [...] non senza superiorità guardavamo ai fisici, ai chimici, agli utilitaristi che si sporcavano le mani al contatto dell'ordinaria materia». Un ljubomudryj non si occupava di concreti problemi politici e sociali: «gli sono estranee le normali amarezze che gravano sulla debole umanità; dalle altezze alle quali si eleva il suo spirito, non le nota; perfino la forza distruttrice del tempo è per lui trascurabile, perché lo spirito non invecchia».
Con l'articolo Lo stato della cultura in Russia, il poeta Venevitinov lamentava la mancanza di originalità della letteratura russa, formatasi sull'esempio straniero. Per essere in grado di sviluppare una cultura rispondente allo spirito nazionale, sarebbe necessario che la Russia s'isolasse dal contesto internazionale, costringendosi così a elaborare un pensiero originale, adeguando a esso una forma artistica che fosse frutto genuino del proprio spirito creativo. Questo elemento tipico del pensiero slavofilo è però corretto in Venevitinov dalla sua convinzione che non il popolo ma le classi colte siano creatrici e portatrici di una cultura originale.

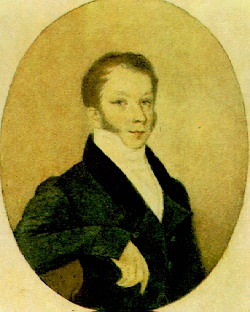
Vladimir Odoevskij

Il circolo dei ljubomudrye si sciolse subito dopo il fallimento della rivolta decabrista, verso la quale avevano sorprendentemente mostrato simpatia, trascurando il prediletto Schelling per dedicarsi allo studio dei liberali francesi. Fu una sbandata di breve durata. Divenuti collaboratori della rivista di Pogodin «Moskovskij vestnik», i loro interessi s'indirizzarono soprattutto alla filosofia della storia e della religione, seguendo ancora una volta le orme di Schelling.
Tipico è il percorso intellettuale di Odoevskij. Lo spirito di un popolo si perde e muore se in esso non vive l'arte permeata della religione. Quello inglese rappresenta per Odoevskij un esempio di popolo spiritualmente morto, ucciso dallo sviluppo capitalistico, dall'industrializzazione, dalla filosofia empirico-razionalistica. Tesi tipicamente slavofile, se non fosse che Odoevskij concepiva l'aristocrazia la sola depositaria delle tradizioni e l'unica in grado di opporsi al degrado dello spirito nazionale.
Alle Notti russe, un insieme di novelle e di conversazioni filosofiche sull'esempio de I confratelli di san Serapione di Hoffmann, Odoevskij consegnò la sua critica romantica della moderna società occidentale. Il racconto La città senza nome tratta della crescita e caduta dello Stato di Benthamia, dove domina la logica del profitto e il culto del commercio e dell'industria, mentre la religione è superflua e l'arte coincide con la contabilità.
La Russia, con la sua civiltà contadina e patriarcale, e con la sua servitù della gleba, rimaneva indenne dalla «degenerazione» occidentale e ad essa Odoevskij affidava la missione di rigenerare l'Europa. Egli era confortato dal sapere che anche Schelling, conosciuto personalmente a Berlino nel 1842, si attendeva dalla Russia «grandi servizi per l'umanità» e la riteneva «destinata a qualcosa di grande».

## Gli slavofili

### Ivan Kireevskij

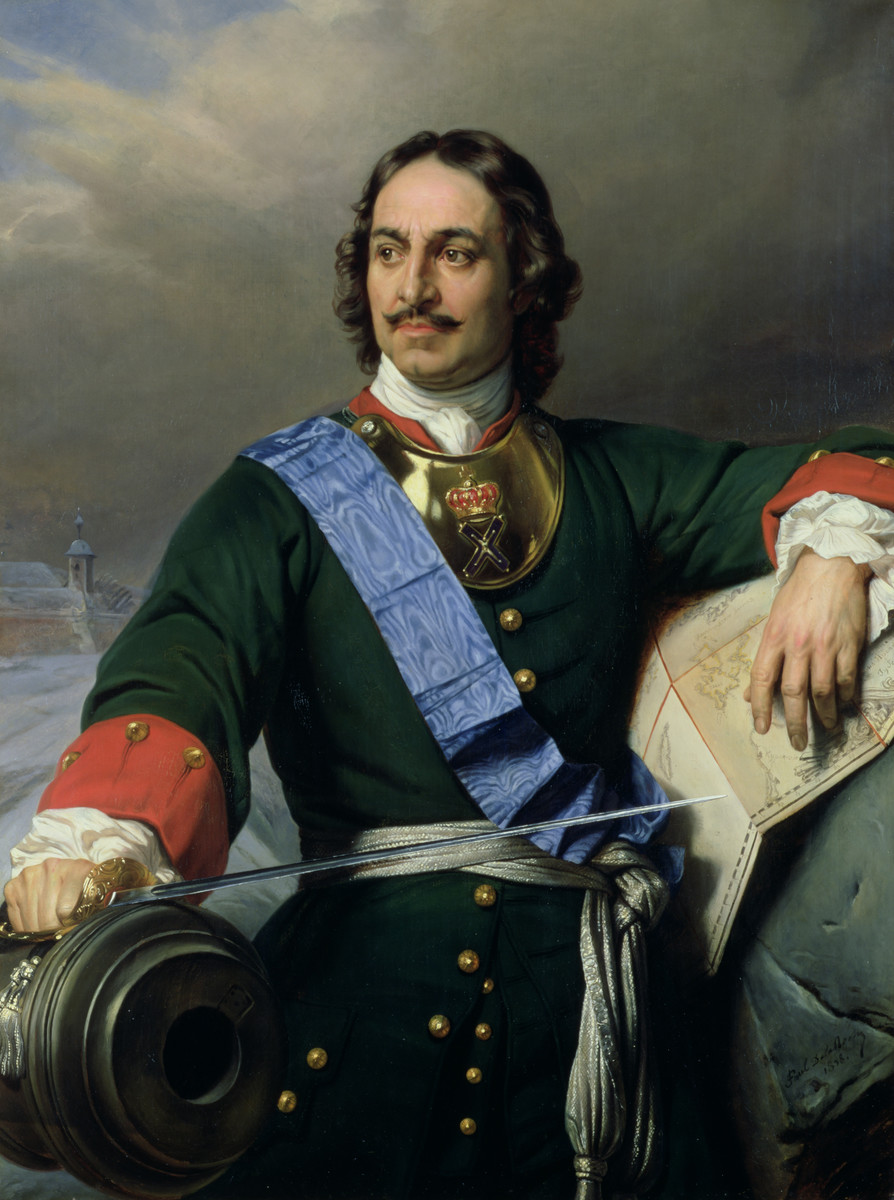
Lo zar Pietro I

Ivan Kireevskij è il fondatore, con Aleksej Chomjakov, della dottrina slavofila, i cui fondamenti essenziali sono consegnati in due brevi saggi, Il carattere della civiltà europea e il suo rapporto con la civiltà russa, pubblicato nel 1852 sul «Moskovskij sbornik» (Almanacco moscovita), e Sulla necessità e possibilità di nuovi princìpi filosofici, pubblicato postumo nel 1856 sulla «Russkaja beseda» (La conversazione russa).
In un discorso tenuto a Riga nel 1714 - ricorda Kireevskij - lo zar Pietro il Grande, vantando i successi delle sue riforme che stavano occidentalizzando la Russia, sottolineava come la civiltà, nata in Grecia e poi passata in Italia, da qui fosse stata diffusa in Europa. Non in Russia, però, ma ora riteneva che, come avviene nella circolazione del sangue, dall'Inghilterra, dalla Francia e dalla Germania le conquiste della civiltà sarebbero giunte anche in Russia per tornare infine nella loro patria, la Grecia.
Tuttavia, secondo Kireevskij, al grande sviluppo delle scienze nelle società europee ha corrisposto «una sensazione quasi universale di malcontento e di delusione», di insoddisfazione e di «vuoto desolato nel cuore della gente». Nella coscienza dell'uomo europeo sembra essersi radicata la convinzione che la vita sia priva di significato. Il mondo delle società occidentali è «privo di fede e di poesia», dominato dall'industria che «designa la patria, determina la condizione sociale, sorregge gli ordinamenti statali, muove le nazioni, dichiara le guerre e conclude le paci, cambia i costumi, fissa gli obiettivi della scienza, definisce il carattere di una civiltà». Oggetto di culto, l'industria «è il dio reale che l'uomo contemporaneo ascolta e nel quale crede senza ipocrisie. L'attività disinteressata è divenuta ormai inconcepibile», come la cavalleria al tempo di Cervantes.
A una società di questo genere corrisponde il tipico uomo occidentale che «divide la sua vita in diverse aspirazioni individuali e malgrado le colleghi con la ragione su un piano comune, in ogni momento della vita egli è una persona diversa. In un angolo del suo cuore vive il sentimento religioso, che egli utilizza negli esercizi di pietà, in un altro angolo separato stanno la forza della ragione e l'impegno nel lavoro quotidiano, in un terzo angolo il piacere dei sensi, in un quarto vi è il senso della morale e della famiglia, in un quinto l'aspirazione all'interesse personale», e così via: «tutte le differenti aspirazioni, accompagnata da un particolare stato d'animo, sono frammentate tra loro e comunicano solo attraverso l'astratta memoria cerebrale».

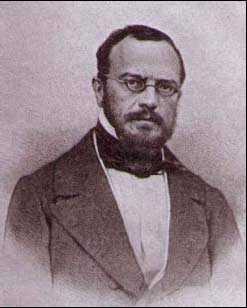
Ivan Kireevskij

Una conseguenza molto importante di questa frammentazione della personalità è la perdita della fede religiosa, perché la fede «non risiede in una qualsiasi delle facoltà conoscitive reciprocamente dissociate, non è la caratteristica di una ragione esclusivamente logica o del sentimento o della coscienza, ma abbraccia invece la totalità della personalità umana e si rivela solo nei momenti d'integralità interiore».
Kireevskij insiste sul concetto di integralità (celostnost'). La personalità umana è un insieme di singole facoltà spirituali, mantenute unite da un centro ove risiede «la radice interiore dell'intelligenza», che permette «la viva, integrale visione della mente». È possibile raggiungere la consapevolezza dell'esistenza di questo «vivo centro integrale di tutte le facoltà individuali, nascosto nello stato ordinario dello spirito umano». E il credente ortodosso sa che per raggiungere la verità integrale «è necessaria l'integralità della ragione, e questa ricerca di integralità è una sfida costante del suo pensiero».
La distruzione di questo centro interiore provoca la liberazione delle singole facoltà, ognuna delle quali rivendica la propria autonomia a danno delle altre. Responsabile della dissociazione della personalità è, secondo Kireevskij, il razionalismo, che agisce e comprende l'esterno delle cose senza penetrarne l'essenza. La cultura razionalistica risale all'antica Roma, che si distinse nel campo del diritto, disciplinando la vita sociale e familiare con un'astratta e formale regolamentazione. La stessa volontà raziocinante è presente nella poesia e nella lingua latina, che «schiaccia sotto un'armonia artificiale di strutture grammaticali la libertà naturale e la spontaneità dei vivi moti dell'anima», nella religione, «una collezione di disparate divinità» unite solo esteriormente, nella vita sociale del Romano, che «non conosceva altro legame tra le persone che il comune interesse, altra unità che l'unità della propria fazione».
Il razionalismo romano si trasmise alla Chiesa di Roma e vi divenne dominante dopo la separazione tra cattolici e ortodossi, penetrando nel pensiero dei teologi occidentali, che ruppero con la loro unilateralità l'armonica integralità della religione cristiana e ponendo, con la Scolastica, «i sillogismi al di sopra della viva coscienza di tutta la cristianità», identificarono l'unità del cristianesimo con l'esteriore unità della Chiesa cattolica rappresentata dal suo «capo visibile». Privilegiando «l'unità esteriore e il controllo delle opinioni alla verità interiore», Roma ottenne il risultato che i fedeli «non dovevano pensare, né capire il servizio divino, né avevano bisogno di leggere le Scritture. Potevano solo ascoltare e obbedire senza pensare», mentre quasi tutti i grandi pensatori che rifiutarono di piegarsi alla sua autorità furono perseguitati.

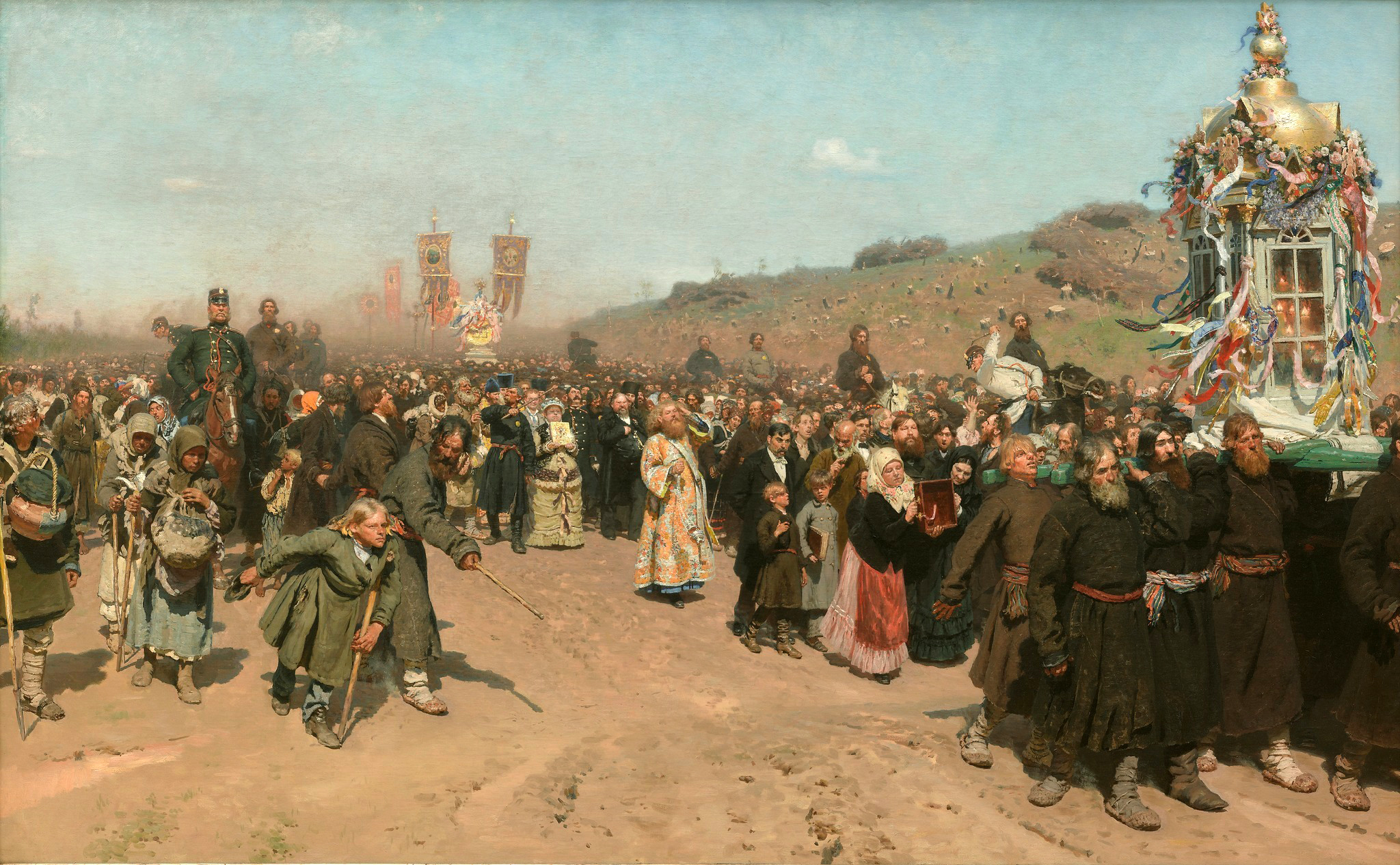
Il'ja Repin: Processione religiosa

Subordinando la fede alla ragione e all'esteriore obbedienza a una gerarchia, la Chiesa cattolica pose anche le premesse dell'«inevitabile Riforma», essendosi messa nelle condizioni di poter essere giudicata secondo i criteri della ragione. La Riforma contribuì allo sviluppo della formazione civile dei popoli, «salvandoli dal giogo intellettuale di Roma, la più insopportabile di tutte le oppressioni. Questo è il merito principale della Riforma, che ha riconsegnato all'uomo la sua dignità con il diritto di essere una creatura pensante». D'altra parte, con la Riforma, se la fede non si basò più su una sola autorità esterna, essa divenne «la convinzione personale del singolo cristiano», ciò che è «l'estremo opposto della stessa deviazione dalla verità».
Nella Chiesa cristiana d'Oriente il rapporto tra ragione e fede è molto diverso, secondo Kireevskij. Nella Chiesa ortodossa «rivelazione divina e pensiero umano non si mescolano», i confini tra il divino e l'umano «sono fermi e inviolabili. Nessun patriarca, nessun sinodo, nessun uomo di scienza, nessun movimento della cosiddetta opinione pubblica potrà mai modificare un dogma, crearne di nuovi o attribuirsi il potere d'interpretare le Scritture».
Così come il razionalismo disgregò l'organica comunità cristiana dell'Occidente, nemmeno la società feudale occidentale fu una comunità solidale, essendo i rapporti dei diversi ceti regolati da una serie di norme e imposizioni puramente esteriori, mentre il feudatario «rappresentava all'interno del proprio castello come uno stato separato». Il nobile era una persona, la plebe era una parte del suo castello. «I reciproci rapporti militari tra quei castelli, le loro relazioni con le città libere, con il re, con la Chiesa: ecco l'intera storia dell'Occidente».
La rivoluzione francese segnò la fine del feudalesimo e un'ulteriore affermazione dell'individualismo e dello spirito razionalistico. Un «contratto sociale» lega effettivamente tra loro i singoli individui delle società moderne: non si tratta dunque di un'«invenzione degli enciclopedisti, ma è l'ideale concreto cui tendevano, prima inconsciamente e ora consapevolmente, tutte le società occidentali».

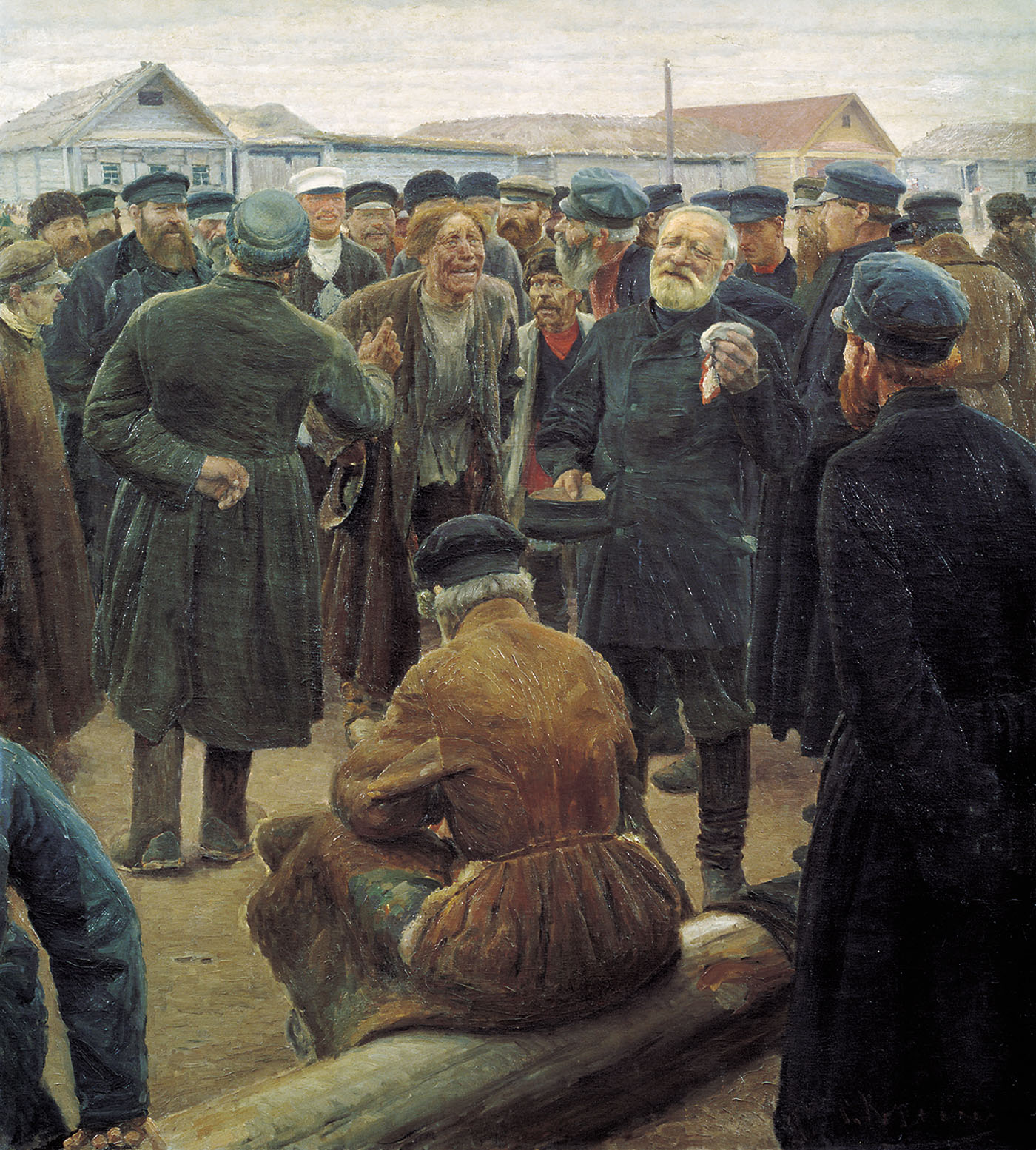
Sergej Korovin: Nel mir

Elemento fondamentale è il diritto di proprietà privata, tanto che la società occidentale è ora l'insieme delle proprietà private e degli individui a esse collegati. Tutto all'opposto, nota Kireevskij, di quanto avveniva nell'antica società russa, la cui base «è costituita dalla personalità e il diritto di proprietà è solo un diritto contingente. La terra appartiene alla comunità (obščina) perché la comunità è costituita dalle famiglie che possono coltivarla». Nelle obščiny si lavorava in collaborazione ed erano rette da un'assemblea di anziani, il «mir», che dirimeva le eventuali controversie nello spirito della tradizione. Le singole assemblee si univano in miry più grandi e l'insieme delle comunità «era coperta da una fitta rete di chiese, conventi e romitaggi da cui provenivano incessantemente univoche opinioni sugli affari pubblici e privati».
Kireevskij vede realizzata nell'antica Russia, quella precedente le riforme di Pietro I, l'ideale di una comunità organica, che conservava le tradizioni e nella quale «tutte le classi e gli strati sociali della popolazione erano penetrate da un unico spirito, da uniche convinzioni e pensieri, da un'unica aspirazione al bene comune». Priva di conflitti, sconosciuti gli odii e le invidie, la società russa «crebbe autonomamente e naturalmente, sotto l'influsso di un'unica convinzione interiore, inculcata dalla Chiesa e santificata dalla tradizione».
Le riforme di Pietro I avevano introdotto lo spirito razionalistico occidentale, se non tra il popolo, almeno nell'aristocrazia e tra le classi colte. Senza dichiarare di desiderare un completo ritorno alla Russia prepietrina, Kireevskij auspicava «che i princìpi di vita, salvaguardati dalla santa Chiesa ortodossa, imbevano i convincimenti di tutti i nostri gradi e ceti, che quei superiori princìpi, senza soppiantare l'incivilimento europeo, ma dominandolo e abbracciandolo con la loro pienezza, gli diano un più alto significato e un compiuto sviluppo, e che l'integralità di vita che notiamo nell'antica Russia diventi per sempre appannaggio anche dell'attuale e della futura Russia».

### Aleksej Chomjakov

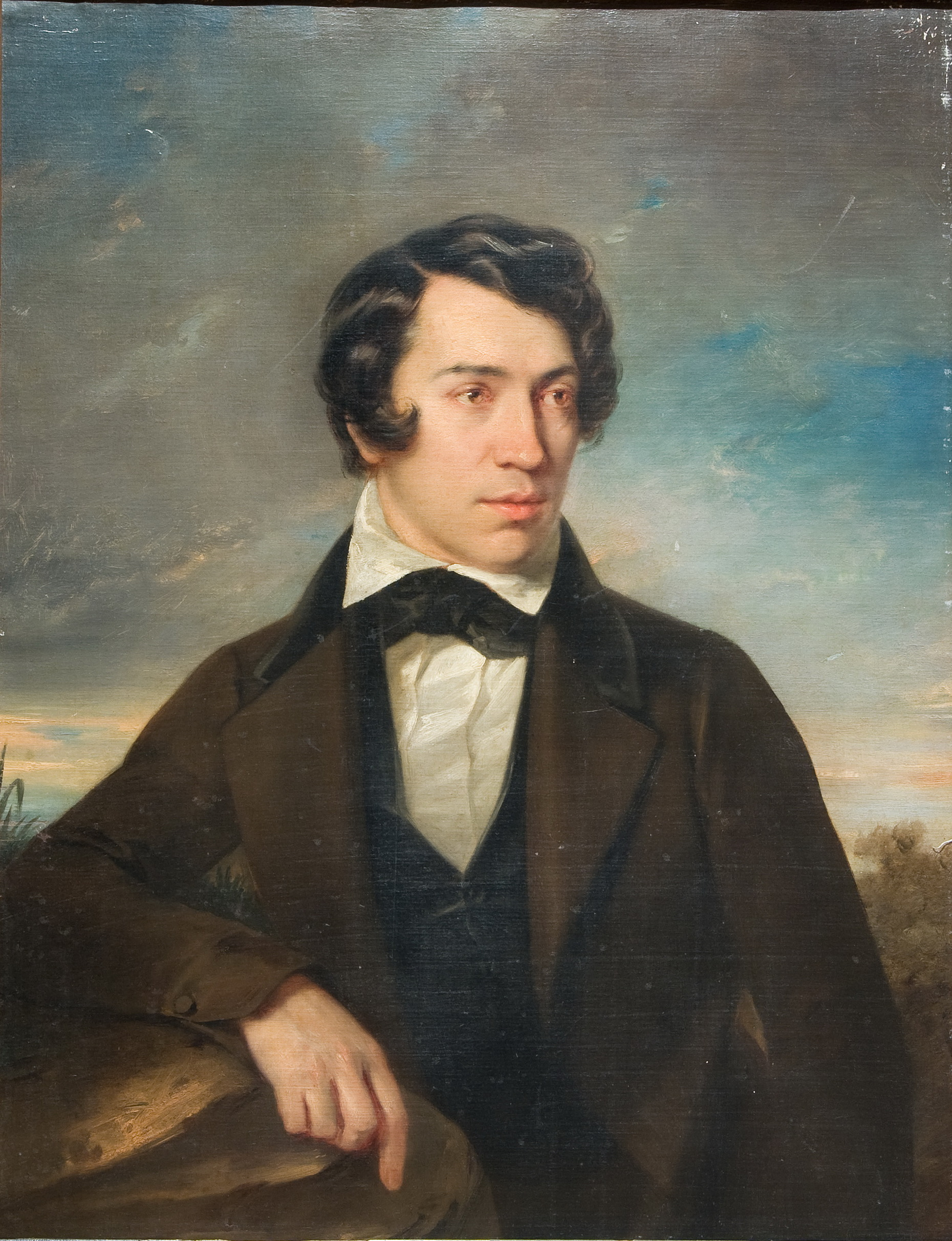
Autoritratto di Chomjakov

A giudizio di Nikolaj Berdjaev, anche se lo slavofilismo fu «il frutto d'uno sforzo collettivo, d'una comunione di coscienza e di creazione», Aleksej Chomjakov fu «il più energico, il più completo, il più attivo, il rappresentante più dialetticamente ferrato della scuola», mentre Kireevskij fu «il romantico dello slavofilismo», una natura «contemplativa, quieta e mistica», non combattiva e poco produttiva. Se per Berdjaev, seguito da Gratieux, Chomjakov fu «la pietra angolare» dell'ideologia slavofila, Michail Geršenzon pensa invece che «l'intera metafisica e l'intera filosofia della storia slavofila sono solo un ulteriore sviluppo delle idee formulate da Kireevskij», i cui influssi su Chomjakov, secondo Masaryk, furono maggiori di quelli esercitati da quest'ultimo su Kireevskij.
Riprendendo le critiche di Kireevskij, Chomjakov accusa la Chiesa cattolica di aver dissolto l'«identità di unità e libertà che si manifesta nella legge dell'amore spirituale», che costituiva l'essenza del cristianesimo primitivo, attraverso l'arbitraria autorità che i suoi vescovi si sono attribuiti. Per mantenere un'unità esteriore dopo lo scisma, la Chiesa di Roma ha negato ogni libertà ai suoi fedeli che, da parte loro, obbligati a una cieca obbedienza alle gerarchie, hanno finito per rendersi estranei l'uno con l'altro e non comprendere nemmeno il significato delle funzioni religiose cui partecipano soltanto perché preoccupati per la loro salvezza individuale. Il commercio delle indulgenze è un aspetto della natura materialistica della concezione cattolica del rapporto uomo - Dio.
La Riforma, nata dalla protesta contro lo scandaloso comportamento degli ecclesiastici e dal rifiuto del principio d'autorità, finì con il sostituire il razionalismo materialistico della Chiesa romana con un razionalismo idealistico. La libertà del protestante è la libertà dell'uomo solo, nello spirito della società moderna: «tutta la moderna storia europea deriva dal protestantesimo, perfino nei paesi che passano per cattolici», e il protestantesimo è diventato una filosofia scettica. I sistemi comunisti e socialisti, ideati per combattere i mali della società, «sono sorti da una malattia interiore dello spirito e hanno cercato di colmare il vuoto prodotto dal crollo della religiosità contemporanea».

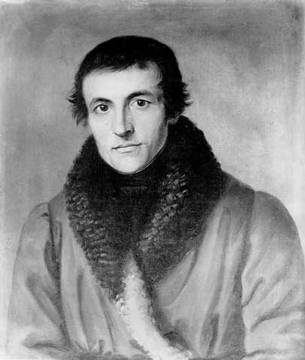
Johann Adam Möhler

Nella Chiesa ortodossa vige invece, secondo Chomjakov, lo spirito della sobornost', di una comunione libera e organica tra tutti i fedeli. La parola sobornost' equivale a cattolicità, cioè all'«unità nella molteplicità», definizione che forse Chomjakov trasse dalla Einheit in der Vielheit del teologo della scuola di Tubinga Johann Adam Möhler, che la formulò nel 1825 nel suo libro L'unità della Chiesa o il principio del cattolicesimo. Lo Spirito santo ha concesso il dono della grazia a tutti gli ortodossi e perciò in una tale comunità non può essere accettata alcuna autorità: «la Chiesa non è autorità, perché non è autorità Dio e non è autorità Cristo», che sono presenti nella Chiesa, mentre l'autorità è sempre «qualcosa di esterno». In simile contesto, non ha nemmeno senso porsi il problema dell'autorità delle Scritture, perché il loro autore è la Chiesa stessa e la loro autenticità è garantita dalla coscienza collettiva dei fedeli.
Di fatto, però, la Chiesa ortodossa russa era sempre stata, ed era tuttora, subordinata al potere dello Stato. All'accusa di cesaropapismo, Chomjakov replicava sostenendo che la Chiesa era sottomessa a Cesare solo al riguardo delle questioni materiali e politiche, mentre lo stesso Cesare si sottometteva in tutto ciò che atteneva alla vita spirituale. Quanto alle gerarchie ecclesiastiche ortodosse, coerentemente alle sue premesse, egli negava che esse potessero esercitare alcuna autorità sulla massa dei fedeli, cosicché le teorie di Chomjakov vennero guardate con diffidenza dal Sinodo ortodosso e in Russia i suoi scritti furono vietati fino al 1879.
L'opera più importante di Chomjakov sono le incompiute Considerazioni sulla storia universale, l'interpretazione in chiave filosofica della storia dell'umanità: «Non le azioni dei singoli, non i destini delle nazioni, ma la sorte, la vita, la vicenda universale dell'umanità è il vero oggetto della storia [...] noi scorgiamo lo sviluppo spirituale della nostra anima, della nostra vita interiore, nella vita interiore di milioni di individui sparsi su tutta la superficie della terra». Tre elementi caratterizzano gli esseri umani: la loro appartenenza a uno Stato, a una nazione e a una religione determinata. Quest'ultimo è, secondo Chomjakov, il fattore essenziale, perché «il grado di civilizzazione, il suo carattere e le sue fonti sono determinati dalla forma, dal carattere, dalle fonti, dalla forza della fede», tanto che la religione trasforma la storia di un popolo «in mito storico e solo in quella forma si conserva fino a noi».

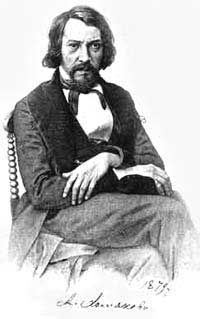
Aleksej Chomjakov

Le azioni degli uomini si ispirano ai princìpi della libertà e della necessità: «la libertà si esprime nella creazione, la necessità nella procreazione». Le religioni fondate sul principio della libertà sono definite da Chomjakov religioni «iraniche», quelle fondate sulla necessità, religioni «kushitiche», le cui origini si trovano, rispettivamente, nella Persia e nell'Etiopia, la terra della biblica Kush. Le iraniche sono religioni dello spirito e il loro dio è il creatore dell'universo, le kushitiche hanno un carattere panteistico come il buddismo o materialistico come lo shivaismo.
Iranica fu la religione d'Israele, mentre «un insensato sincretismo, una disordinata mescolanza di princìpi iranici e kushitici» caratterizzò l'antica religione della Grecia e di Roma. Il cristianesimo, che costituì «un ritorno a una saggezza obliata», è «la legge di tutta l'umanità illuminata», ma bisogna tenere ben distinte le chiese cristiane dalle società «che professano il cristianesimo senza esserne l'incarnazione». Così, mentre il cristianesimo orientale è l'espressione del più puro iranismo, quello occidentale è rimasto impregnato di kushitismo. I Germani, che alla caduta dell'Impero romano, divennero protagonisti della storia dell'Europa occidentale, erano una stirpe iranica, rimasero vittime dello spirito kushitico del cristianesimo di Roma e del diritto romano. I Russi, invece, e in generale gli Slavi ma con l'eccezione dei Polacchi, rappresentano il puro spirito iranico, così che «il mondo slavo custodisce per l'umanità [...] una possibilità di rinascita», e «gli interessi di Mosca coincidono con gli interessi generali dell'umanità».
Tuttavia, i popoli, nel loro complesso, preda delle passioni materiali, sono soggetti continuamente al kushitismo, e decisive per il mantenimento dello spirito iranico sono le grandi personalità che li rappresentano, veri e propri eletti da Dio. In Chomjakov il tipico principio slavofilo della sobornost' non ha il rilievo che assume in Kireevskij.
Da un viaggio in Inghilterra effettuato nel 1847 Chomjakov ricavò la Lettera sull'Inghilterra. Di quel paese egli ammirava la capacità di ammodernarsi senza rompere con le tradizioni. Le due forze politiche principali, i tories e i whigs, tra loro in conflitto, rappresentano, la prima, «la forza della vita che si sviluppa autonomamente dai suoi propri principi, dai suoi fondamenti organici», mentre la seconda è «la forza razionale degli individui», espressione dello «scetticismo che non crede nella storia» e dell'«egoismo disintegratore del singolo».
Torismo e whighismo erano presenti anche in Russia: ma i whigs russi erano soltanto intellettuali esterofili, estranei alla vita del loro paese, secondo Chomjakov, mentre i princìpi del torismo russo riposavano nell'ortodossia e nel popolo dell'obščina, «con la sua unanimità nelle assemblee, con il suo giudizio pronunciato secondo ciò che detta la coscienza e la verità interiore».
La questione contadina in Russia fu affrontata da Chomjakov in alcuni articoli. Ne Il vecchio e il nuovo definì la servitù della gleba una «sfrontata negazione di ogni legge», anche se quel «volgare sistema di polizia» era da lui fatto risalire all'imitazione di un modello tedesco che però, nell'applicazione russa, non aveva «distrutto la fratellanza umana». Per altro, non ne sosteneva l'abolizione, ma nello scritto Sulle condizioni della campagna raccomandava l'utilizzo della mezzadria insieme al mantenimento dell'obščina e a una razionalizzazione della corvée servile. La mezzadria e l'obščina consentono il mantenimento degli obblighi feudali e tengono i contadini legati alla terra, impedendone la proletarizzazione, che è la fonte del pericolo di una rivoluzione sociale.

### Konstantin Aksakov
Anche per Konstantin Aksakov (1817-1860), come per Kireevskij, all'origine della formazione degli Stati europei stanno le guerre portate da un popolo sull'altro, così che si può dire che «a fondamento dello Stato occidentale stanno violenza, schiavitù, lotta armata», mentre a fondamento dello Stato russo stanno «spontaneità, libertà, pace», perché la formazione statale russa si deve bensì a un popolo straniero, i Variaghi, che tuttavia, secondo lui, furono «come un ospite invitato per volontà e desiderio del popolo». Poiché l'autorità statale è liberamente riconosciuta dal popolo russo, questo popolo è libero, mentre le frequenti rivoluzioni avvenute in Occidente dimostrano che quei popoli non sono liberi: «infatti si dà alla ribellione solo lo schiavo, l'uomo libero non si ribella».
Aksakov chiama verità esteriori le leggi e lo Stato, e verità interiori la religione e le tradizioni di un popolo. Poiché le prime sono un male, per quanto necessario, il popolo russo non volle partecipare al potere dello Stato, concedendolo «a un monarca da lui stesso eletto e a questo predestinato». Al contrario, i popoli occidentali, essendo privi di unità morale e religiosa, hanno dovuto privilegiare l'autorità esterna dello Stato che garantisse «un ordine di cose esterno e appoggiato alla forza», fondato «non sull'amore ma sull'interesse reciproco».